# Eugen Tomac

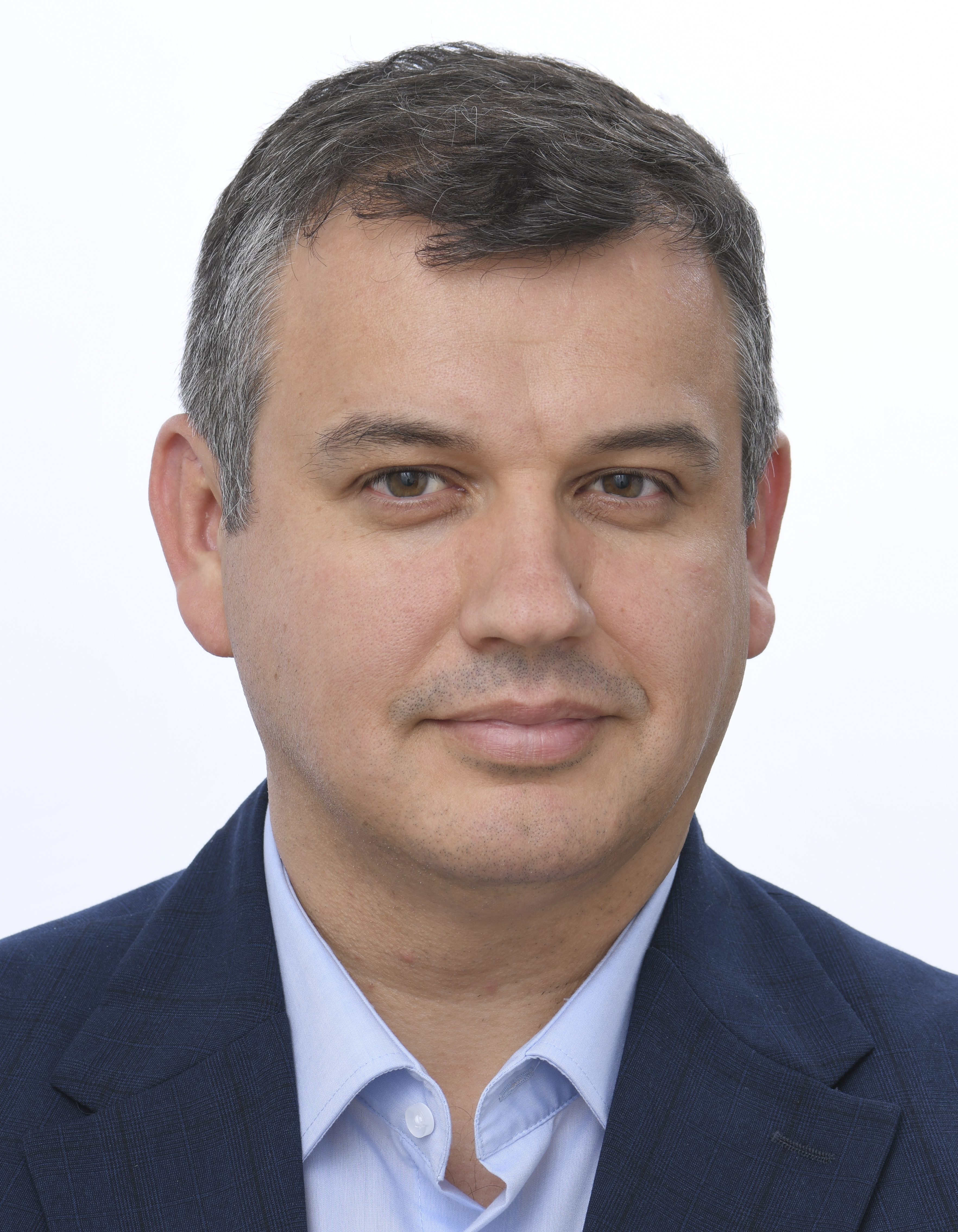
Eugen Tomac (2024)

Eugen Tomac (* 27. Juni 1981 in Oserne, Ukraine) ist ein rumänischer Politiker und Journalist. Er ist Vorsitzender der „Partidul Mișcarea Populară“ (Partei der Volksbewegung) und Redakteur der Geschichtszeitschrift Magazin Istoric.
Tomac gehört zu den 89 Personen aus der Europäischen Union, gegen die Moskau in Zusammenhang mit der Annexion der Krim durch Russland ein Einreiseverbot verhängt hat.